# Gregorio Pagani

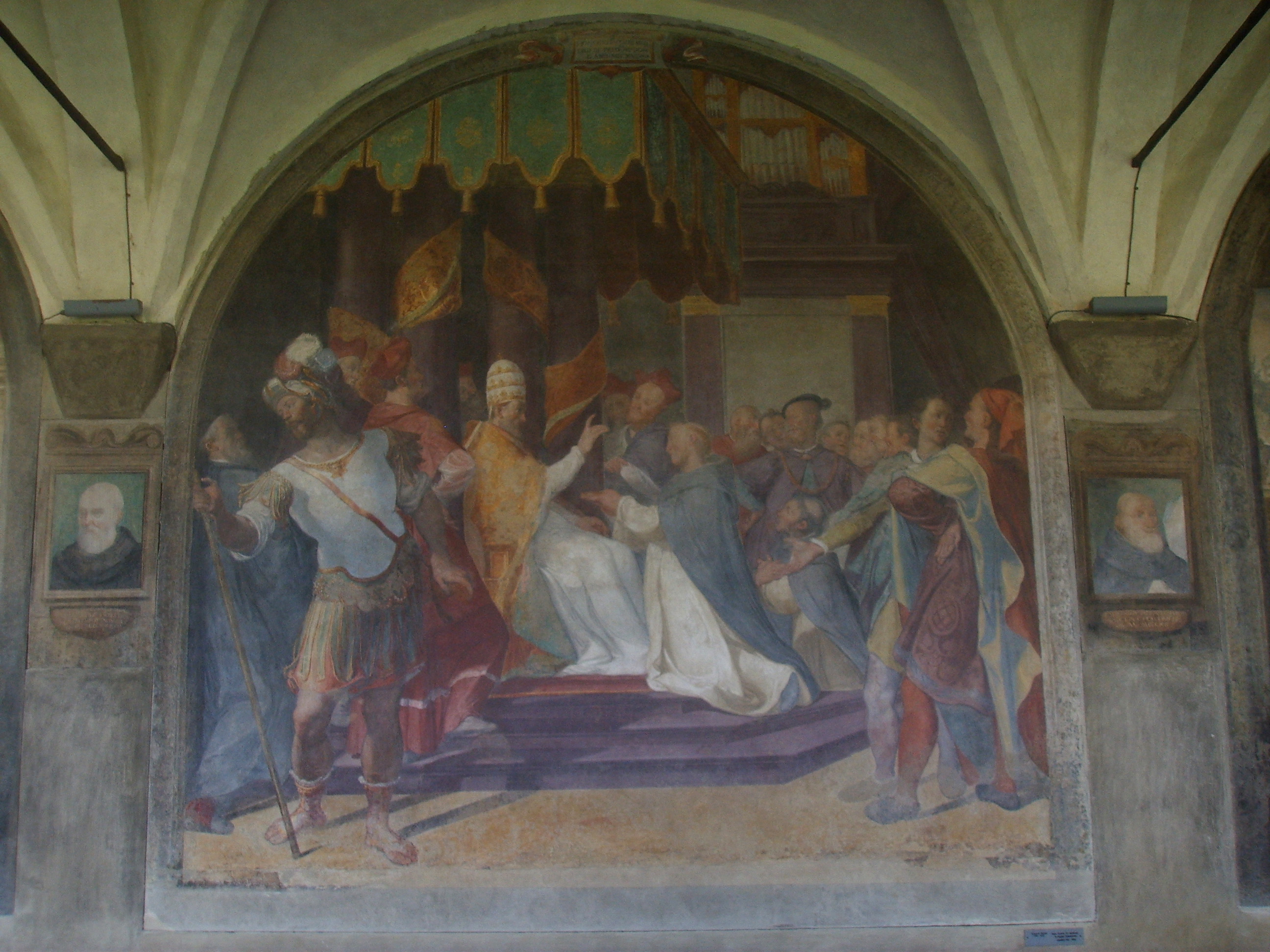
Potvrzení řehole sv. Dominika papežem Honoriem III., Florencie, S. M. Novella, ambit

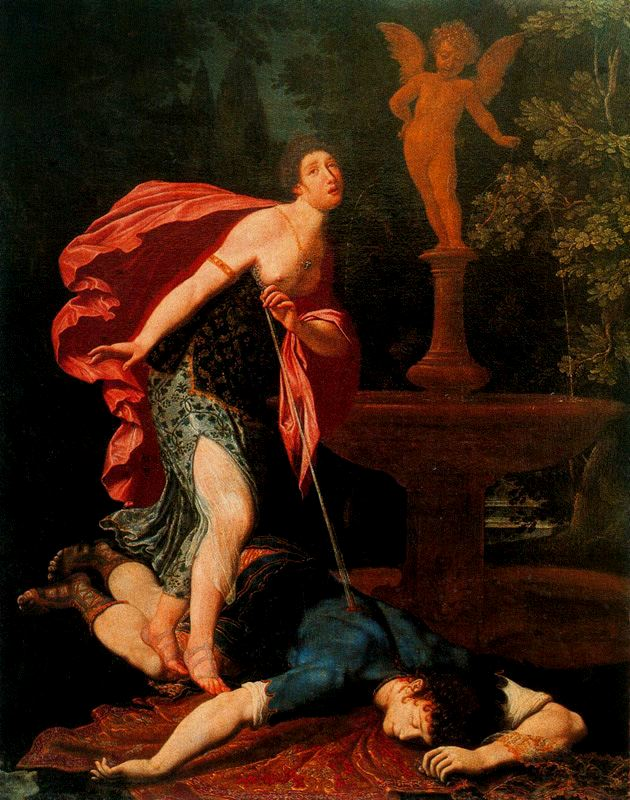
Pyramos a Thisbe, 239 x 180 cm (Uffizi, Florencie)

Gregorio Pagani (14. července 1559 – 1605) byl italský malíř z konce šestnáctého století, který působil hlavně ve Florencii. Byl synem malíře Francesca Paganiho. Učil se u malíře Santi di Tito, později Pagani pracoval v ateliéru Lodovica Cigoli. Namaloval obraz Sv. Helena a nalezení pravého kříže  pro kostel Santa Maria del Carmine ve Florencii. Bohužel, při požáru kostela v roce 1771 byl obraz zničen. Pro katedrálu Santa Maria del Fiore namaloval obraz Zrození. K jeho žákům patřil Cristofano Allori a Matteo Rosselli.

## Významná díla
- Potvrzení řehole sv. Dominika
- Setkání sv. Dominika se sv. Františkem
- Nalezení pravého kříže
- Ukřižování a světci
- Svatý Vavřinec
- Nanebevzetí P. Marie, kostel San Michele à Montevettolini, Monsummano Terme
- Klanění Tří králů
- Seslání Ducha svatého